# Carlos da Cruz
Carlos Da Cruz, född 20 december 1974 i Paris, är en fransk före detta professionell tävlingscyklist. Da Cruz blev professionell 1997 med Big Mat och tävlade för dem under tre år, innan han gick över till Festina för ett år. Under sina sista år som professionell tävlade han för det franska UCI ProTour-stallet Française des Jeux som sprinter och uthållig cyklist. 
Da Cruz blev professionell 1997 med Big Mat och avslutade sin karriär efter säsongen 2007. Sitt sista lopp blev Paris-Tours. 
Under sin karriär vann han Circuit de la Sarthe 2003, där han också vann den första etappen. Han vann också en etapp i Settimana Lombarda 2000. 
Samma år som han blev professionell på landsväg, 1997, slutade han trea i världsmästerskapen i lagförföljelse på bana tillsammans med landsmännen Franck Perque, Jérôme Neuville och Philippe Ermenault. Två år tidigare tog han guld i de franska amatörmästerskapens lagförföljelse.

## Stall
- Big Mat Auber 1997–2000
- Festina 2001
- Française des Jeux 2002–2007